# Taniec stylizowany
Taniec stylizowany – forma muzyki tanecznej, której podstawą jest muzyka instrumentalna, bez elementu tanecznego.
Tańce stylizowane zaczęły występować począwszy od XVI w., wyodrębniwszy się z użytkowej muzyki tanecznej. Tańce te szybko zaczęły wchodzić w skład suit, np. suit francuskich Bacha. Stały się także częściami większych form, takich jak koncerty i symfonie, np. Tańce słowiańskie Dvořáka czy Tańce węgierskie Brahmsa.
Do tańców stylizowanych można zaliczyć takie tańce, jak:
- allemande
- barkarola
- bolero
- bourrée
- courante
- czardasz
- gigue
- habanera
- krakowiak
- kozak
- marsz
- mazurek
- menuet
- polka
- polonez
- sarabanda
- scherzo
- tango
- walc